# Arcidiocesi di Yangon
L'arcidiocesi di Yangon (in latino Archidioecesis Yangonensis) è una sede metropolitana della Chiesa cattolica in Birmania. Nel 2023 contava 63.856 battezzati su 12.536.000 abitanti. È retta dall'arcivescovo cardinale Charles Maung Bo, S.D.B.

## Territorio
L'arcidiocesi comprende per intero la regione di Yangon e parte delle regioni di Bago e di Ayeyarwady in Birmania.
Sede arcivescovile è la città di Yangon, dove si trova la cattedrale dell'Immacolata Concezione.
Il territorio si estende su una superficie di 47.192 km² ed è suddiviso in 51 parrocchie, raggruppate in 3 zone pastorali: Yangon, Maubin e Bago.

## Storia
La missione cattolica birmana iniziò ufficialmente nel 1721-1722 quando Propaganda Fide inviò i primi missionari barnabiti Sigismondo Calchi e Giuseppe Vittoni ad evangelizzare i regni di Ava e di Pegu. La missione ebbe difficoltà ad instaurarsi per l'opposizione dei missionari del padroado portoghese della diocesi di São Tomé di Meliapore, che vantavano diritti di patronato sulle terre di Burma.
Tuttavia i primi successi missionari, spinsero la Santa Sede ad erigere il vicariato apostolico di Ava e Pegu nel 1741, sottraendolo alla giurisdizione, per lo più teorica, della diocesi di São Tomé de Meliapore, ed affidando il lavoro missionario ai Barnabiti.
Nel 1770 fu aperto il primo seminario birmano a Monhla; nel 1793 furono ordinati ad Amarapura i primi sacerdoti birmani, Joseph Maung Gyi e André Ko.
Ma le continue guerre tra i potentati locali resero difficile l'opera dei Barnabiti, alcuni missionari subirono il martirio; alla fine del XVIII secolo i fedeli cattolici birmani erano solo circa 5.000; inoltre le guerre in Europa impedirono l'arrivo di nuovi missionari e di fatto la missione fu abbandonata.
Papa Gregorio XVI riprese in mano l'opera di evangelizzazione della Birmania, inviando dapprima gli Scolopi e poi i Missionari oblati di Maria Vergine. La missione subì un duro colpo durante la seconda guerra anglo-birmana (1852-1853): i missionari, accomunati al nemico britannico, furono malversati e imprigionati dalle autorità birmane e le loro opere distrutte. Alla fine il vicario apostolico Giovanni Antonio Balma, rinunciò alla missione invitando Propaganda Fide ad affidarla alle Missioni estere di Parigi.
Nel 1856 il vicariato apostolico assunse il nome di vicariato apostolico di Birmania e fu affidato da Pio IX alla congregazione missionaria francese. Il 30 marzo dello stesso anno, padre Paul Ambroise Bigandet, già provicario di Malacca, fu consacrato vescovo e nominato amministratore apostolico della Birmania
Il 27 novembre 1866 il vicariato apostolico fu suddiviso in tre nuovi vicariati apostolici, che tenevano conto di quella che era la nuova geografia politica del Paese:
- la Birmania Orientale (oggi diocesi di Taungngu), al confine tra Siam e Cina, affidata ai missionari del Pime;
- la Birmania Centrale (oggi arcidiocesi di Mandalay), in seguito denominata Birmania Settentrionale, corrispondente a ciò che restava dell'impero indipendente di Birmania (che cadrà in mano britannica con la terza guerra anglo-birmana);
- la Birmania Sudoccidentale, corrispondente ai domini britannici acquisiti dopo la seconda guerra anglo-birmana, dove continuò ad operare il vescovo Bigandet.

Il 19 luglio 1870 per effetto del breve Quod Catholici nominis di papa Pio IX il vicariato apostolico della Birmania Sudoccidentale assunse il nome di vicariato apostolico della Birmania Meridionale e il Bigandet divenne ufficialmente il primo vicario apostolico. Il 7 maggio 1953 il vicariato mutò ancora nome a favore di vicariato apostolico di Rangoon in forza del decreto Cum postremis della Sacra Congregazione di Propaganda Fide.
Il 1º gennaio 1955 cedette una porzione del suo territorio a vantaggio dell'erezione della diocesi di Bassein (oggi diocesi di Pathein) e lo stesso giorno fu elevato al rango di arcidiocesi metropolitana con la bolla Dum alterna di papa Pio XII.
L'11 aprile 1960 cedette un'altra porzione di territorio, corrispondente alle isole Andamane e Nicobare, all'arcidiocesi di Ranchi.
L'8 ottobre 1991 l'arcidiocesi ha assunto il nome attuale in forza del decreto Apostolicis della Congregazione per l'evangelizzazione dei popoli.
Il 22 marzo 1993 e il 24 gennaio 2009 ha ceduto altre porzioni di territorio a vantaggio dell'erezione delle diocesi rispettivamente di Mawlamyine e di Hpa-an.

## Cronotassi dei vescovi
Si omettono i periodi di sede vacante non superiori ai 2 anni o non storicamente accertati.
- Pio Gallizia, B. † (25 gennaio 1741 - 23 marzo 1745 deceduto)[6]
  - Sede vacante (1745-1753)
- Paolo Antonio Nerini, B. † (16 novembre 1753 - 11 agosto 1756 deceduto)
  - Sede vacante (1756-1764)
- Benigno Avenati, B. † (22 agosto 1764 - 27 settembre 1765 deceduto)
- Giovanni Percoto, B. † (8 novembre 1765 - 12 dicembre 1776 deceduto)
- Gherardo Cortenovis, B. † (28 gennaio 1778 - 5 maggio 1780 deceduto)
- Gaetano Maria Mantegazza (Montegazza), B. † (5 maggio 1780 succeduto - 4 agosto 1794 deceduto)
  - Sede vacante (1794-1797)
- Marcello Cortenovis, B. † (14 febbraio 1797 - 25 ottobre 1798 deceduto)
  - Sede vacante (1798-1830)
- Frederic Cao, Sch.P. † (18 giugno 1830 - 11 luglio 1841 dimesso)
- Giovanni Domenico Faustino Ceretti, O.M.V. † (5 luglio 1842 - 26 dicembre 1846 dimesso)
- Giovanni Antonio Balma, O.M.V. † (5 settembre 1848 - 9 settembre 1855 dimesso)[7]
  - Sede vacante (1855-1870)
- Paul Ambroise Bigandet, M.E.P. † (12 agosto 1870 - 13 marzo 1894 deceduto)
- Alexandre Cardot, M.E.P. † (19 marzo 1894 succeduto - 18 ottobre 1925 deceduto)
- Félix-Henri-François-Donatien Perroy, M.E.P. † (18 ottobre 1925 succeduto - 10 aprile 1931 deceduto)
- Frédéric-Joseph-Marie Provost, M.E.P. † (10 aprile 1931 succeduto - 27 settembre 1952 deceduto)
- Victor Bazin, M.E.P. † (7 maggio 1953 - 19 giugno 1971 dimesso)
- Gabriel Thohey Mahn-Gaby † (19 giugno 1971 succeduto - 30 settembre 2002 ritirato)
- Charles Bo, S.D.B., dal 15 maggio 2003[8]

## Statistiche
L'arcidiocesi nel 2023 su una popolazione di 12.536.000 persone contava 63.856 battezzati, corrispondenti allo 0,5% del totale.
| anno | popolazione | popolazione | popolazione | presbiteri | presbiteri | presbiteri | presbiteri                | diaconi | religiosi | religiosi | parrocchie |
| anno | battezzati  | totale      | %           | numero     | secolari   | regolari   | battezzati per presbitero | diaconi | uomini    | donne     | parrocchie |
| ---- | ----------- | ----------- | ----------- | ---------- | ---------- | ---------- | ------------------------- | ------- | --------- | --------- | ---------- |
| 1950 | 70.000      | 7.000.000   | 1,0         | 63         | 63         |            | 1.111                     |         | 23        | 253       | 36         |
| 1970 | 46.226      | 7.982.000   | 0,6         | 43         | 35         | 8          | 1.075                     |         | 39        | 124       | 31         |
| 1978 | 62.427      | 9.202.000   | 0,7         | 51         | 48         | 3          | 1.224                     |         | 26        | 126       | 33         |
| 1987 | 70.287      | 12.767.287  | 0,6         | 53         | 52         | 1          | 1.326                     |         | 17        | 192       | 33         |
| 1999 | 78.000      | 14.570.000  | 0,5         | 65         | 65         |            | 1.200                     | 1       | 16        | 196       | 44         |
| 2000 | 80.000      | 14.580.000  | 0,5         | 68         | 68         |            | 1.176                     |         | 18        | 196       | 44         |
| 2001 | 81.565      | 14.670.000  | 0,6         | 70         | 70         |            | 1.165                     |         | 23        | 227       | 50         |
| 2002 | 85.000      | 14.700.000  | 0,6         | 80         | 80         |            | 1.062                     |         | 23        | 247       | 50         |
| 2004 | 81.565      | 15.000.000  | 0,5         | 83         | 79         | 4          | 982                       |         | 21        | 235       | 47         |
| 2009 | 79.682      | 13.840.000  | 0,6         | 84         | 79         | 5          | 949                       |         | ?         | 264       | 31         |
| 2010 | 76.283      | 14.050.000  | 0,5         | 84         | 71         | 13         | 908                       |         | 53        | 265       | 39         |
| 2014 | 68.686      | 14.763.000  | 0,5         | 103        | 78         | 25         | 666                       |         | 65        | 371       | 41         |
| 2017 | 64.216      | 12.300.000  | 0,5         | 109        | 88         | 21         | 589                       |         | 60        | 387       | 44         |
| 2020 | 62.151      | 12.105.600  | 0,5         | 125        | 100        | 25         | 497                       |         | 69        | 408       | 47         |
| 2022 | 65.257      | 12.437.000  | 0,5         | 117        | 90         | 27         | 557                       |         | 65        | 449       | 51         |
| 2023 | 63.856      | 12.536.000  | 0,5         | 120        | 94         | 26         | 532                       |         | 62        | 422       | 51         |